# 第11装甲擲弾兵旅団 (ドイツ連邦陸軍)
第11装甲擲弾兵旅団「バイアーヴァルト」（だい11そうこうてきだんへいりょだん、ドイツ語：Panzergrenadierbrigade 11 "Bayerwald"）は、ドイツ連邦陸軍の旅団の一つ。1956年以来、第4装甲擲弾兵師団隷下にあって、旅団司令部をバイエルン州ボーゲンに置き、旅団隷下部隊は主にバイエリシャー・ヴァルト（バイエルンの森）一帯に駐屯していた。

## 歴史

### 第1次から第3次編制
1956年、エルヴァンゲンに所在するドイツ連邦国境警備隊第2国境警備群が編成分担に基づいてB4戦闘群を編成し、第4擲弾兵師団隷下におかれる。戦闘群の隷下部隊は以下のとおりであった。
- 第24擲弾兵大隊　在エルヴァンゲン（1958年に編成）
- 第34擲弾兵大隊　在ヴィルトフレッケン
- 第113装甲擲弾兵大隊　在ローディング（1958年に編成）
- 第4工兵大隊　在インゴルシュタット（1960年に編成）
- 第4駆逐戦車大隊　在ムルナウ
- 第110装甲工兵中隊　在ボーゲン

1958年に旅団司令部がグラーフ・アズヴィン兵営に移転する。1959年に戦闘群は第11装甲擲弾兵旅団に改編され、次の部隊が隷下におさまる。第120装甲偵察中隊がボーゲンにて、第115砲兵大隊はノインブルク・フォルム・ヴァルトにて、第116補給大隊と第110防空中隊がそれぞれ編成される。1961年に第120装甲偵察中隊がオーバーフィエヒタハに移駐する。1963年に偵察小隊は改編され第110装甲偵察中隊と成る。1966年に第111装甲擲弾兵大隊は第24装甲擲弾兵旅団に配転される。
1970年に第11猟兵旅団に改編され、隷下部隊も一様に猟兵部隊になる。シャム町では第112猟兵大隊と第113猟兵大隊が再編成され、翌1971年に旧第111装甲擲弾兵大隊は第111猟兵大隊に改編され旅団隷下となる。1971年、第110駆逐戦車中隊は旅団から離脱し、プフライムトの第104駆逐戦車大隊に配転された。1971年に第115砲兵大隊は第115装甲砲兵大隊に改編される。

### 第4次編制
1979年に陸軍第4次編制に基づき、第110装甲偵察小隊は旅団司令部中隊に組み込まれた。1980年に第110駆逐戦車中隊はノインブルク・フォルム・ヴァルトで編成される。
1981年に第11猟兵旅団は第11装甲擲弾兵旅団に再編成される。当時の旅団隷下部隊は以下のとおりであった。
- 第111装甲擲弾兵大隊　在ヴィヒタッハ（1981年、ヴィヒタッハに駐屯）
- 第112装甲擲弾兵大隊　在レーゲン
- 第113装甲擲弾兵大隊　在シャム (オーバープファルツ)
- 第114戦車大隊　在ノインブルク・フォルム・ヴァルト
- 第115装甲砲兵大隊　在ノインブルク・フォルム・ヴァルト
- 第44野戦予備大隊
- 第110装甲工兵中隊
- 第110駆逐戦車中隊　在ノインブルク・フォルム・ヴァルト
- 第110補給中隊　在ローディング
- 第110整備中隊　在ローディング

1993年3月31日、第11装甲擲弾兵旅団「バイアーヴァルト」は解隊する。

## 歴代旅団長
| 代 | 氏名                                                                          | 着任          | 離任           |
| -- | ----------------------------------------------------------------------------- | ------------- | -------------- |
| 1  | エルンスト・マンゴールド陸軍大佐 Ernst Mangold                                | 1956年        | 1956年         |
| 2  | アントン・エーダー陸軍大佐 Anton Eder                                         | 1956年        | 1957年10月31日 |
| 3  | ハインツ＝ヨアヒム・ミュラー＝ランコウ陸軍大佐 Heinz-Joachim Müller-Lankow    | 1957年11月1日 | 1959年         |
| 4  | ゴットフリート・アノス陸軍大佐 Gottfried Annuss                               | 1960年        | 1962年2月      |
| 5  | ヨハンネス・ヘルテル陸軍准将 Johannes Härtel                                  | 1962年2月     | 1964年3月31日  |
| 6  | ルドルフ・ヴィッヒ陸軍准将 Rudolf Wich                                        | 1964年4月1日  | 1967年9月30日  |
| 7  | リューディガー・フォン・ライヒェルト陸軍大佐 de:Rüdiger von Reichert          | 1967年10月1日 | 1969年6月30日  |
| 8  | ルドルフ・レイヒェンベルガー陸軍准将 Rudolf Reichenberger                     | 1969年7月1日  | 1971年3月31日  |
| 9  | ハインリヒ・グラーフ・フォン・トリュベルク陸軍准将 Heinrich Graf von Treuberg | 1971年4月1日  | 1976年9月30日  |
| 10 | ハインリヒ・エンドレス陸軍准将 Heinrich Endres                                | 1976年10月1日 | 1981年9月30日  |
| 11 | クラウス＝ペーター・キニーハウゼ陸軍准将 Klaus-Peter Kniehase                 | 1981年10月1日 | 1986年9月30日  |
| 12 | クラウス・ヴィーズマン陸軍准将 Klaus Wiesmann                                 | 1986年10月1日 | 1990年9月30日  |
| 13 | ゲルト・エードラー・フォン・レーフ陸軍大佐 Gerd Edler von Löw                 | 1990年10月1日 | 1993年3月31日  |